# Borsellino della sirena

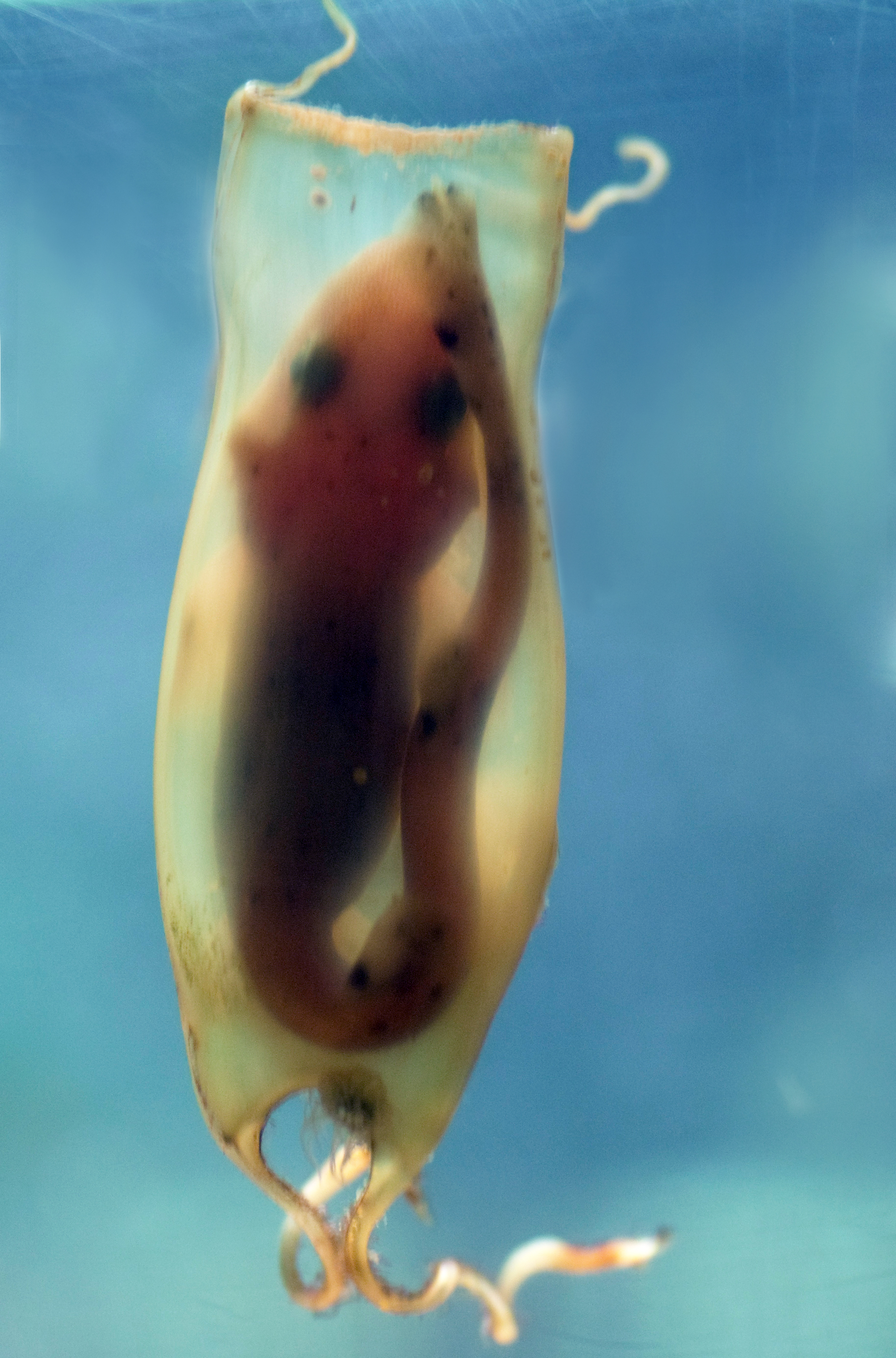
Un tipico borsellino della sirena: è visibile l'embrione di Scyliorhinus canicula.

Il nome di borsellino della sirena (in inglese mermaid's purse) è il nome dato talvolta alle sacche vuote, trovate arenate sulla battigia, delle uova di alcune specie di squali e razze.

## Descrizione
La dimensione di queste sacche può variare da 5 centimetri (come nel caso dello Scyliorhinus canicula) a circa 10 (nel caso dello Scyliorhinus stellaris). Sulla parte terminale della sacca sono presenti dei filamenti, solitamente quattro, che servono ad ancorare la sacca agli scogli o, più comunemente nel caso degli squali del genere Scyliorhinus, ai rami di gorgonia. I colori delle sacche variano di specie in specie, da bianco-giallo traslucido a nero.
La sacca contiene sempre un solo uovo fertilizzato. La gestazione dei pesci può variare da 6 a 12 mesi, ma può essere anche più lunga se le sacche vengono deposte in acque fredde.

## Nella cultura di massa
Il nome deriva dalla credenza popolare secondo cui questi oggetti erano utilizzati dalle sirene per custodire i loro tesori. Queste creature mitologiche sono infatti famose per amare i gioielli e le monete rubati agli sfortunati che si inoltrano in mare aperto, dove è più difficile nuotare.
Secondo alcune leggende, inoltre, le ovocapsule sarebbero in grado esaudire ogni desiderio di chi le trova o donargli poteri magici.
Si tratta di storie inventate, ma che ben testimoniano il fascino che circonda questi particolari oggetti che è possibile trovare in spiaggia, magari quando non ci sono troppe persone, di mattina, quando il mare è ancora calmo.
Lo scrittore Dick King-Smith ha scritto Water Horse - La leggenda degli abissi, che narra di un delizioso mostro che due ragazzini scozzesi trovano dentro un enorme "borsellino della sirena" raccolto in spiaggia dopo una tempesta e dischiusosi nella vasca da bagno di casa loro. Dal libro è stato tratto il film The Water Horse - La leggenda degli abissi, uscito nel 2007.